# Carolin von der Groeben

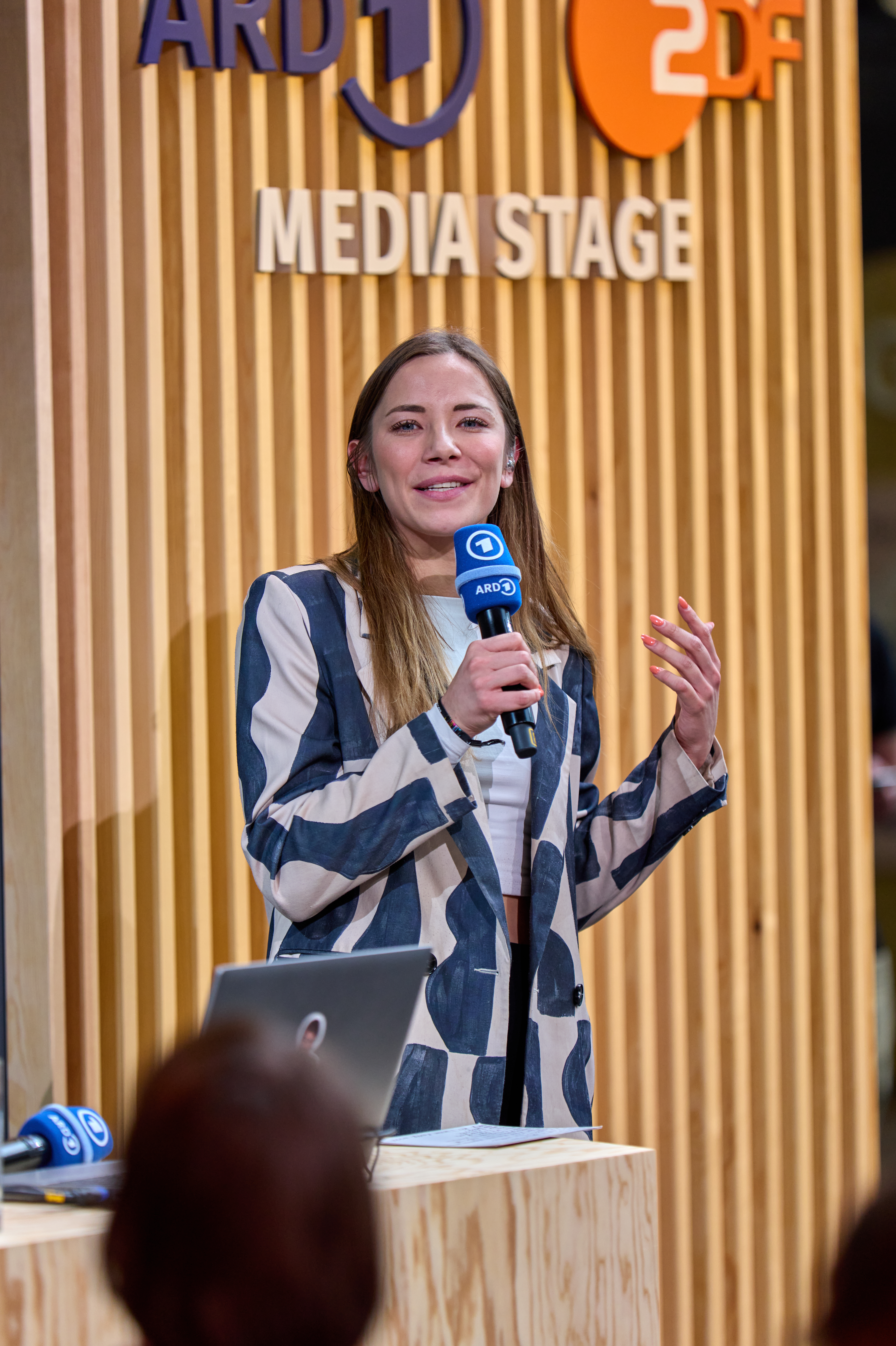
Carolin von der Groeben, 2025

Carolin Gräfin von der Groeben (* 13. Februar 1995 in Köln) ist eine deutsche Schauspielerin, Journalistin, Synchron- und Hörspielsprecherin.

## Leben
Carolin von der Groeben entstammt dem Adelsgeschlecht von der Groeben und ist die Tochter des Sportjournalisten Alexander von der Groeben und der Nachrichtenmoderatorin Ulrike von der Groeben (geb. Elfes). Ihr älterer Bruder Max von der Groeben arbeitet ebenfalls als Schauspieler, Synchron- und Hörspielsprecher.
Seit 2004 ist sie Synchronsprecherin von Peppa Wutz in der gleichnamigen Kleinkindserie. Von 2008 bis 2010 spielte sie die Rolle der Zoé Laffort in der RTL-Soap Alles was zählt. Ab 2011 sprach sie in den ersten sieben Folgen die Hauptrolle der Kati Schulze in der Hörspielserie Kati & Azuro. Groeben war ab 2013 Station-Voice des Radiosenders 1 Live diggi. In der Fernsehserie In aller Freundschaft – Die jungen Ärzte spielte sie 2019 in einer Folge als Gastdarstellerin die Hauptrolle der Helen Ferch.
Seit 2019 arbeitet sie als Reporterin für das funk-Angebot Y-Kollektiv; sie veröffentlichte dort mehrere Beiträge. Seit 2022 arbeitet sie zudem als Moderatorin für das Berliner Erotikunternehmen Ersties.

## Kontroversen
Im April 2022 wurde vom Y-Kollektiv mit Groeben ein Beitrag zum Thema Alkoholismus veröffentlicht. In diesem verzichtete Groeben 30 Tage lang auf Alkohol. In dem Beitrag sagte Groeben unter anderem, sie würde ihre Probleme häufig mit Alkohol lösen. Kritiker hielten ihr vor, dass in dem Beitrag Alkoholismus verharmlost werde. In einem Folgevideo auf dem Zweitkanal von Y-Kollektiv (Y-zwei) verteidigte sie ihren Standpunkt. Beide Videos wurden im Mai 2022 vom Y-Kollektiv auf YouTube gelöscht. Am 22. Juli 2022 wurde auf dem YouTube-Kanal von Y-Kollektiv eine Video-„Reaction“ zur Reportage hochgeladen. Groeben geht auf Kritik ein und reflektiert die Reportage gemeinsam mit dem Leiter einer suchttherapeutischen Einrichtung.

## Filmografie
- 2004: Lauras Stern (Stimme)
- 2004: Der Elefant – Mord verjährt nie
- 2007: Unten
- 2008–2011: Alles was zählt
- 2009: Eni
- 2010: Ich trag dich bis ans Ende der Welt
- 2011–2013: Der Lehrer (sieben Folgen)
- 2013: Polizeiruf 110 – Laufsteg in den Tod
- 2015: Unter uns (zwei Folgen)
- 2019: In aller Freundschaft – Die jungen Ärzte – Zurück zu dir
- 2019: Star Wars Jedi: Fallen Order (Stimme)
- 2021: Intimate: Folge: Live Action Role Play
- 2022: Alarm für Cobra 11 – Die Autobahnpolizei: Folge: Schutzlos[10]
- 2024: Öttigang Felix Krull – Geschichte eines Absturzes (Buch/Regie)[11]